# Буданилкантха
Буда́нилка́нтха (англ. Budhanilkantha, IAST: Buḍhā Nilkaṇṭha, непали: बुढानिलकण्ठ मन्दिर) — вайшнавское божество, давшее название одноимённому храму и деревне, где он расположен. Храм Буданилкантха находится в восьми километрах к северу от Катманду (Непал) и своё название получил от древнего каменного изваяния бога Вишну. Вокруг каменного образа построен неварский храм, в нём находится Нараяна, возлежащий на кольцах священного змея Ананта-Шеши. Композиция расположена на открытом пространстве в храмовом пруду. Место является объектом поклонения и паломничества у вайшнавов, образ Нараяны считается самой большой скульптурой в долине Катманду и одним из выдающихся шедевров искусства.

## Образ Вишну и его происхождение
Монументальная скульптура Вишну в образе Нараяны является главной достопримечательностью деревни. Его также называют «Джалашаяна-Нараяна» (Jalasayana Narayana). Она представляет собой самую большую каменную скульптуру в долине Катманду. Вишну длиной около пяти метров представлен в лежащем виде в середине 30-метрового храмового пруда. Посетители могут его видеть, находясь на берегу пруда или на специальной площадке, подойдя близко к его стопам. Каменная скульптура вырезана из базальтовой породы. Её оформление соответствует королевскому стилю Личави (Licchavi), характерному для Непала с 400 по 750 годы. Местное население считает, что мурти Вишну является самопроявленным, поскольку его скульптор неизвестен, равно как и подлинное происхождение скульптуры. По легенде, мурти Вишну было утеряно и похоронено под землёй на протяжении веков. Статуя найдена в VII веке крестьянином, возделывавшим своё поле, в южных горах Непала, на большом расстоянии от деревни Буданилкантха. В ходе раскопок нос изваяния был сломан или повреждён лопатой, после чего оно стало истекать кровью. Во времена царя Бхимарджунадева по решению местного правителя Вишнугупты (Visnugupta) статую доставили на место её современного пребывания.
Исторические хроники выдвигают другую, более правдоподобную версию. Текст «Гопдлараджа-вамидвали» (Gopdlaraja-vamidvali) приписывает создание каменной скульптуры самому Вишнугупте, правившего с 633 по 643 годы. Хроники летописцев подтверждаются собственными надписями Вишнугупты на медных пластинах. Вайшнавизм в то время являлся основной религией в Непале, пока при династии Малла популярным божеством не стал Шива. В течение последнего десятилетия своего правления Вишнугупта претендовал на царский трон и ассоциировал себя с Высшим божеством. По его распоряжению скульпторы изготовили изваяния Вишну, напоминающие его самого и наследника. Вишнугупта оплатил создание двух монументальных образов Вишну, один — для деревни Буданилкантха, другое — для деревни Баладжу. Однако Вишнугупта так и не занял царский трон. В последующем королю Маллы Джаяштити (Jayasthithi) приписывают возрождение культа Вишну. Считается, что он был воплощением (инкарнацией) Вишну. После него каждый последующий король Непала признаётся новым воплощением Вишну.

Мурти Вишну в храмовом пруду
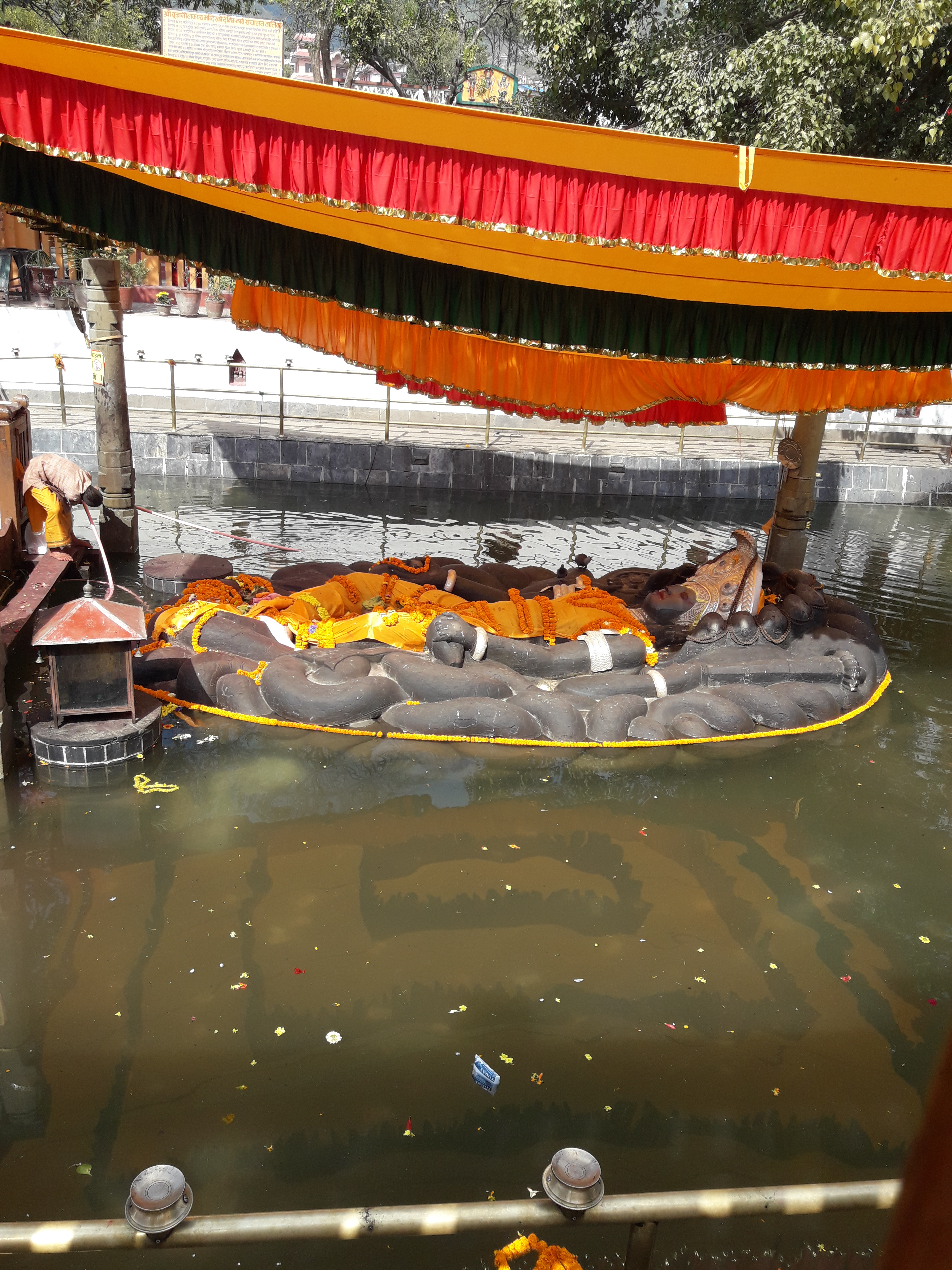
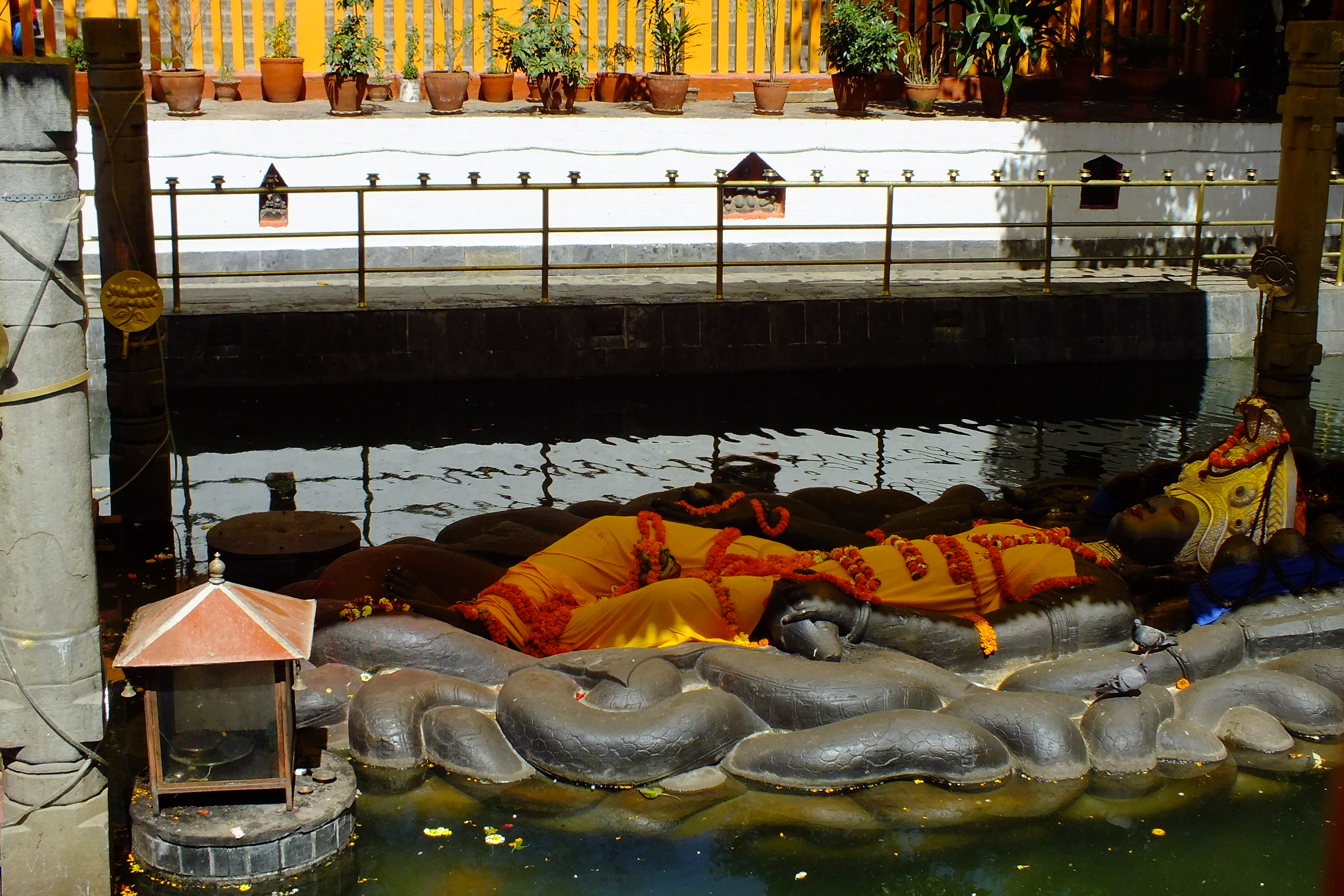
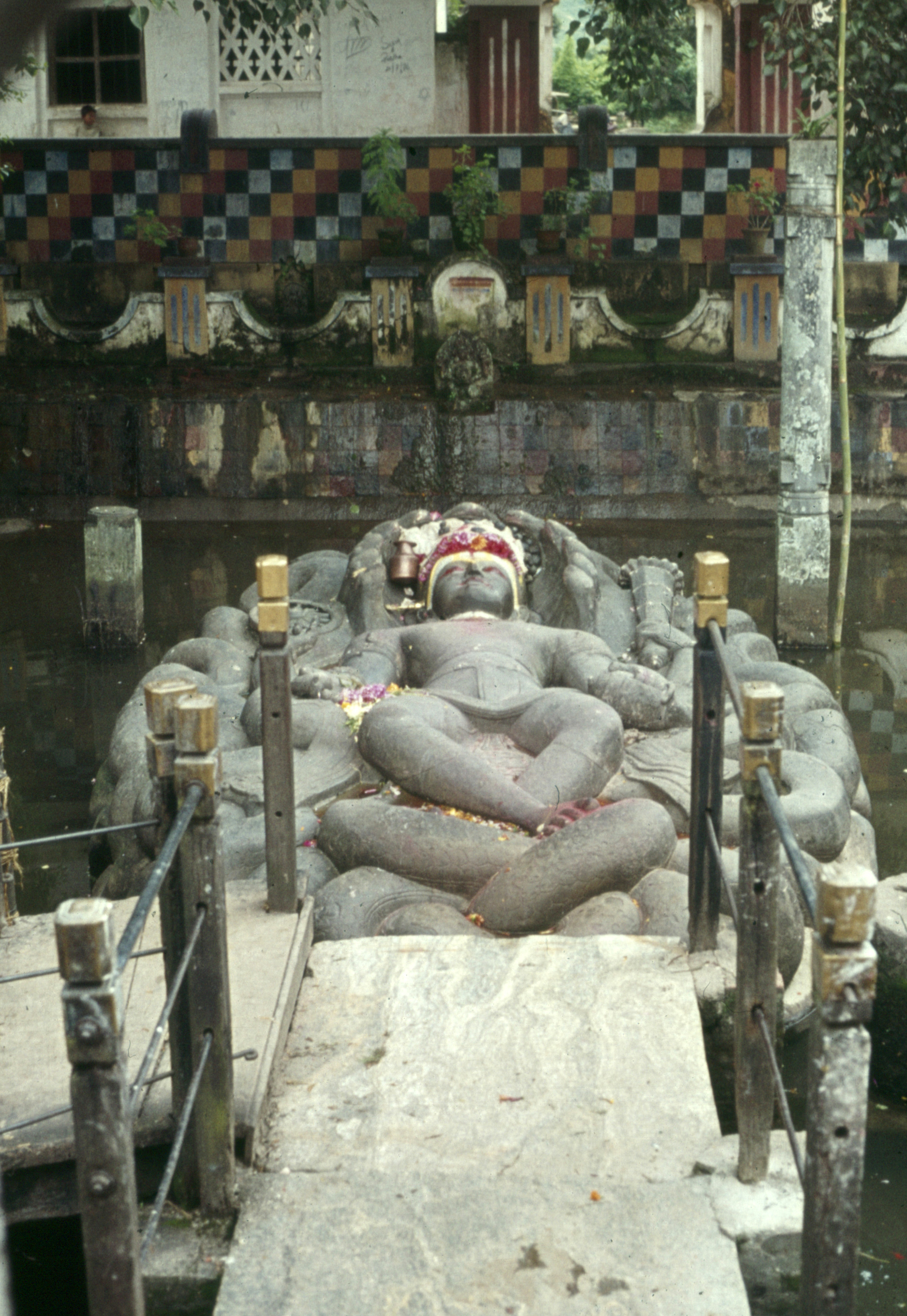
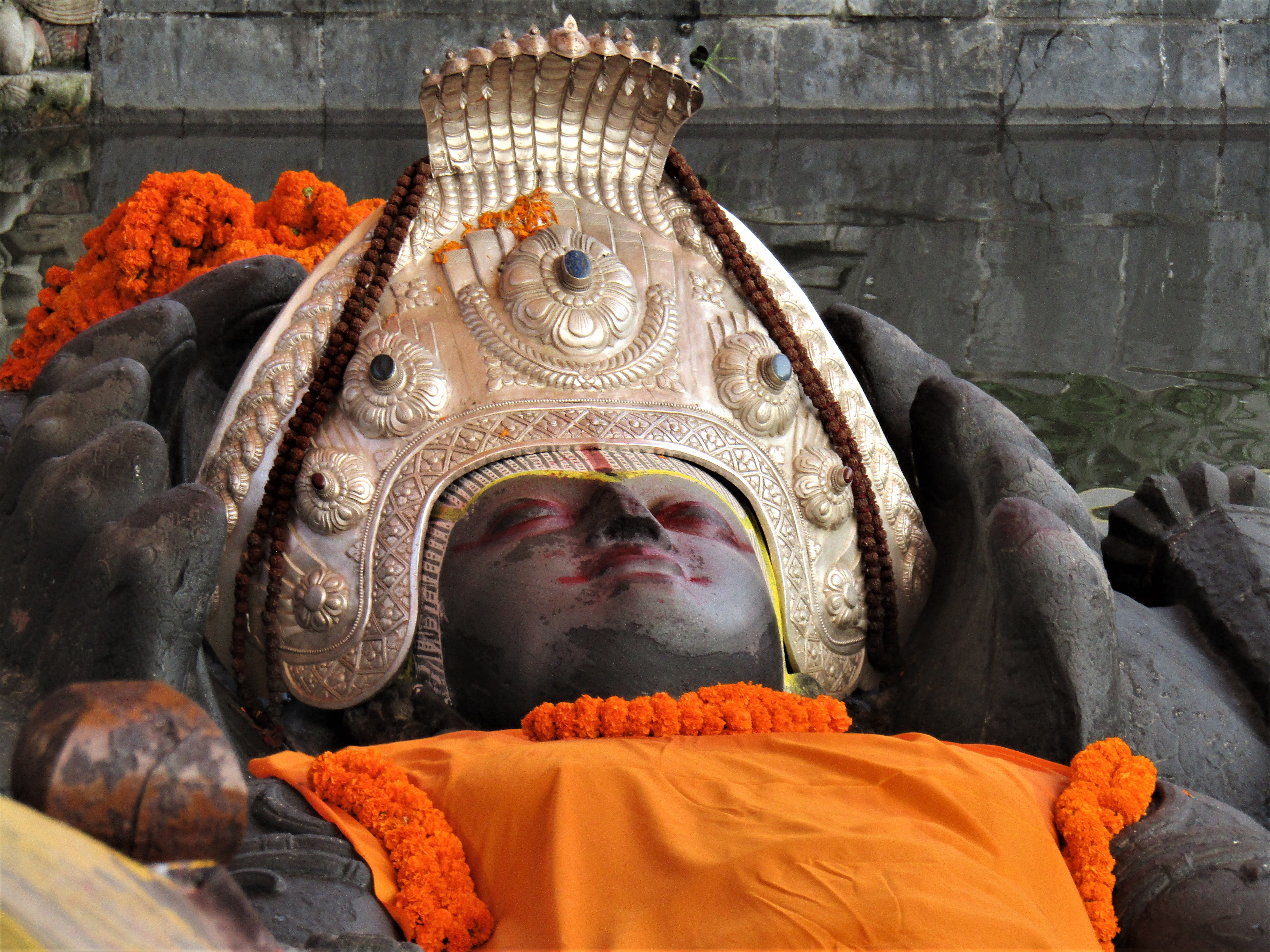

## Буданилкантха и Шива
Имя божества — Буданилкантха — является источником бесконечных дискуссий. Божество не имеет ничего общего с Буддой, хотя его имя и начинается с эпитета, популярного в буддизме. Оно лишь отражает божественное качество: просветлённый, исполненный духовного знания, разумный. Настоящая загадка заключается в том, почему Вишну зовут «Буданилкантха», что буквально означает «просветлённый с горлом синего цвета». Эпитет «нилкантха», как правило, относится к богу Шиве. Популярный в Непале миф о синем горле Шивы повествует о том, как Шива выпил яд, чтобы спасти мир. С воспалённым горлом Шива взлетел на горный хребет к северу от Катманду, ударил своим трезубцем по склону горы и создал озеро Госайкунда. В нём он утолил жажду, залив яд водой. Смертельно опасный яд не причинил вреда Шиве, однако оставил след на его теле в виде горла синего цвета. В современной иконографии Шивы его изображают с синим горлом. Считается, что вода в храмовом пруду Буданилкантхы берёт своё начало в Госайкунде. Последователи шиваизма утверждают, что во время ежегодного праздника в честь Шивы, проходящего в августе, под водами пруда можно увидеть зеркальное изображение Шивы, что может объяснять связь Нараяны-Буданилкантхы с Шивой. По местному поверью, на обратной стороне каменного изваяния Буданилкантхы находится образ Шивы. Несмотря на дискуссии об имени Буданилкантха имеет все атрибуты Вишну: Сударшана-чакру, священную раковину шанкху, булаву Каумодаки и цветок лотоса. Изваяние представлено Вишну в образе Нараяны, возлежащего в первозданном океане на кольцах змея Ананта-Шеши, олицетворяющего вечность.

## Храм Буданилкантха
Вокруг храмового пруда с Вишну расположен двор под открытым небом. Последователи индуизма могут свободно войти в святилище, чтобы совершить пуджу перед Вишну, оставить ему подношения с фруктами и цветочными гирляндами. Другие могут наблюдать за происходящим сквозь бетонные перила. Хотя долина Катманду заполнена древними храмами и священными местами, Буданилкантха является особенной достопримечательностью. Она расположена вне главного туристического маршрута, поэтому большинство посетителей состоит из местных вайшнавов. Как отмечают авторы путеводителя «Lonely Planet», это придаёт Буданилкантхе уникальную мистическую атмосферу. Образ Вишну окружён мерцающими на ветру масляными лампами, воскуривающимися благовониями и преданными, разбрасывающими вокруг мурти подобно конфетти порошок тики.
Ритуалы проводятся в часы рассвета и заката, как правило, с 9 до 10 ч утра и с 18 до 19 ч вечера. Брахманы и их мальчики-помощники в течение дня ухаживают, омывают и обмазывают священный образ. Однако пик религиозной активности приходится на время утренней и вечерней пуджи. Считается, что каждый год Вишну «просыпается» от летнего сна во время праздника «Харибондхини Экадаши» (Haribondhini Ekadashi) в конце октября или начале ноября. Ежегодно праздник привлекает в деревню Буданилкантху тысячи верующих.
Король Непала — единственный верующий вайшнав, который никогда не посещает храм. Некоторые объясняют этот феномен проклятием XVII века. У короля Пратапа Малла (1641—1674) было пророческое видение, что он или любой из его потомков или преемников, которые посетят храм, умрут. Другие полагают, что раз монархи Непала считаются реинкарнациями Вишну, они никогда не должны смотреть на свой собственный образ.

Пуджа в честь Вишну
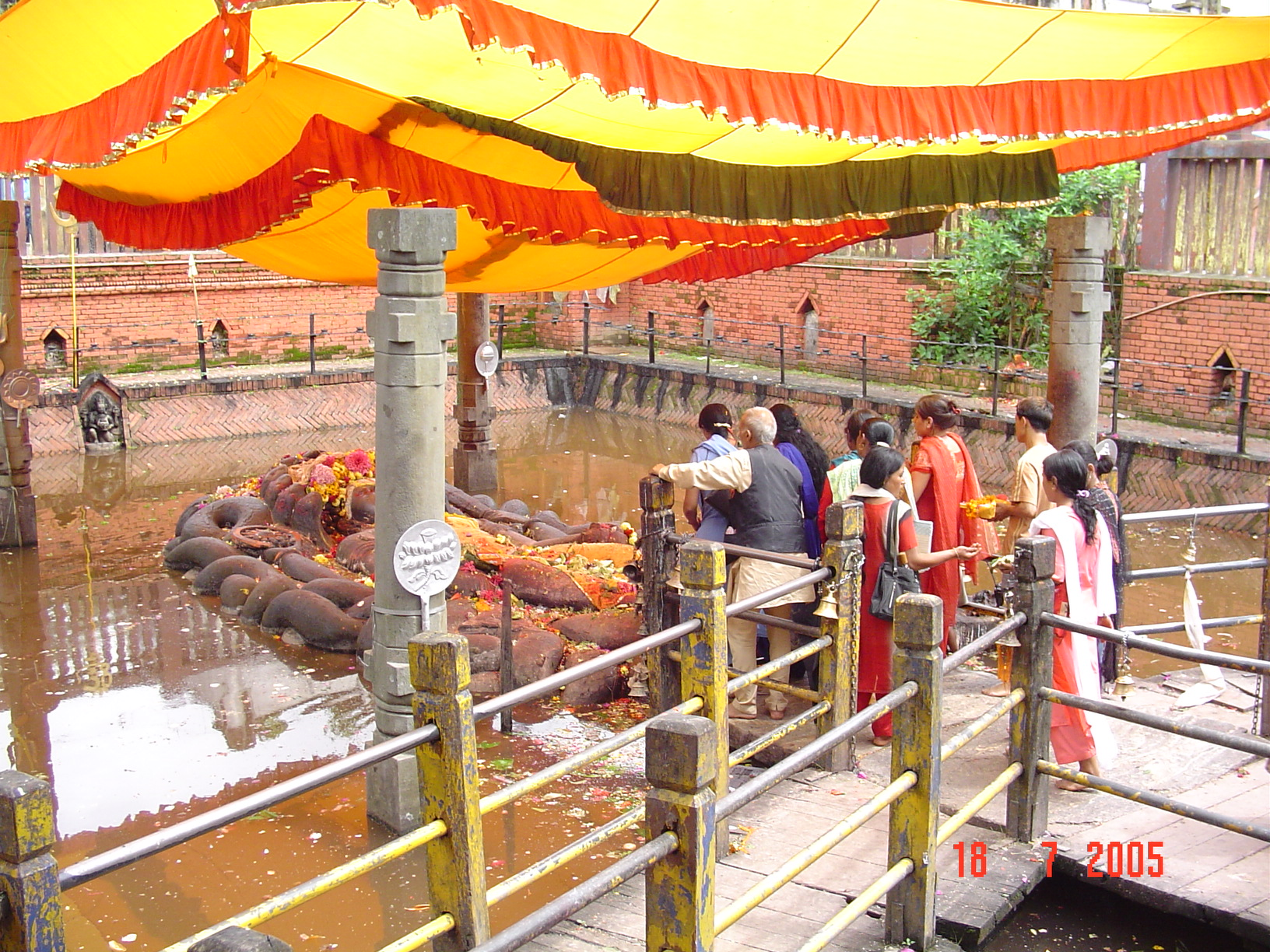
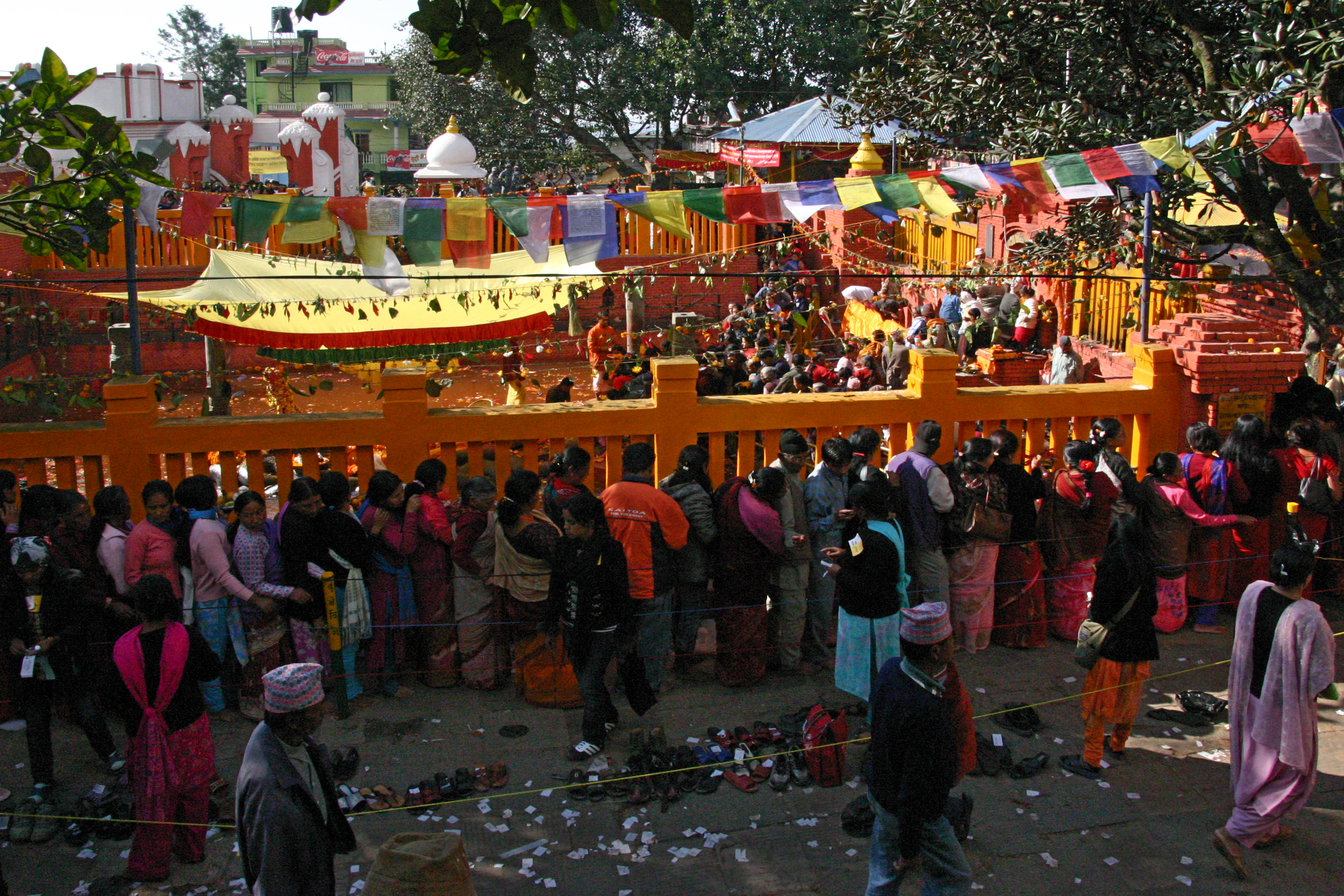
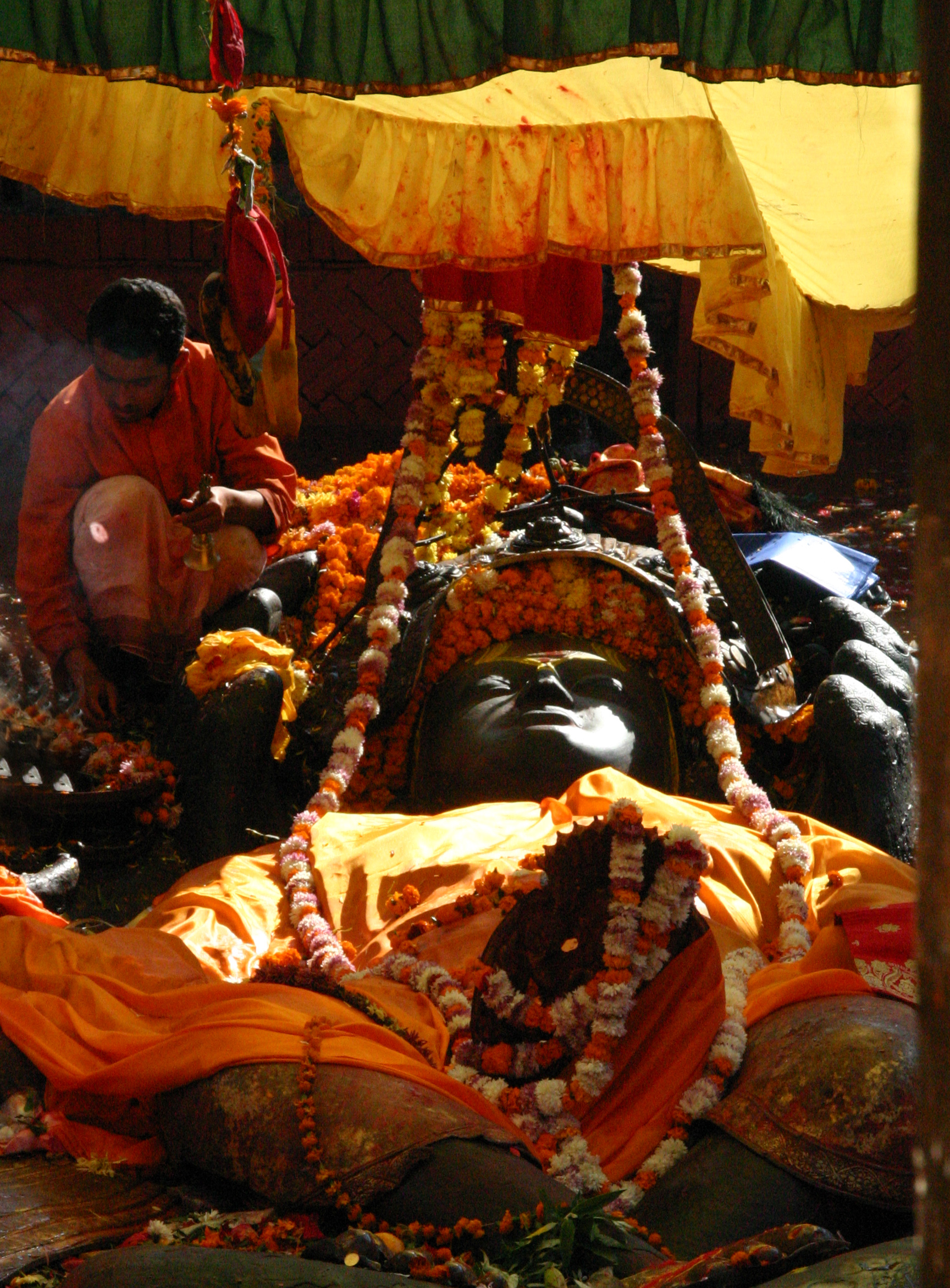
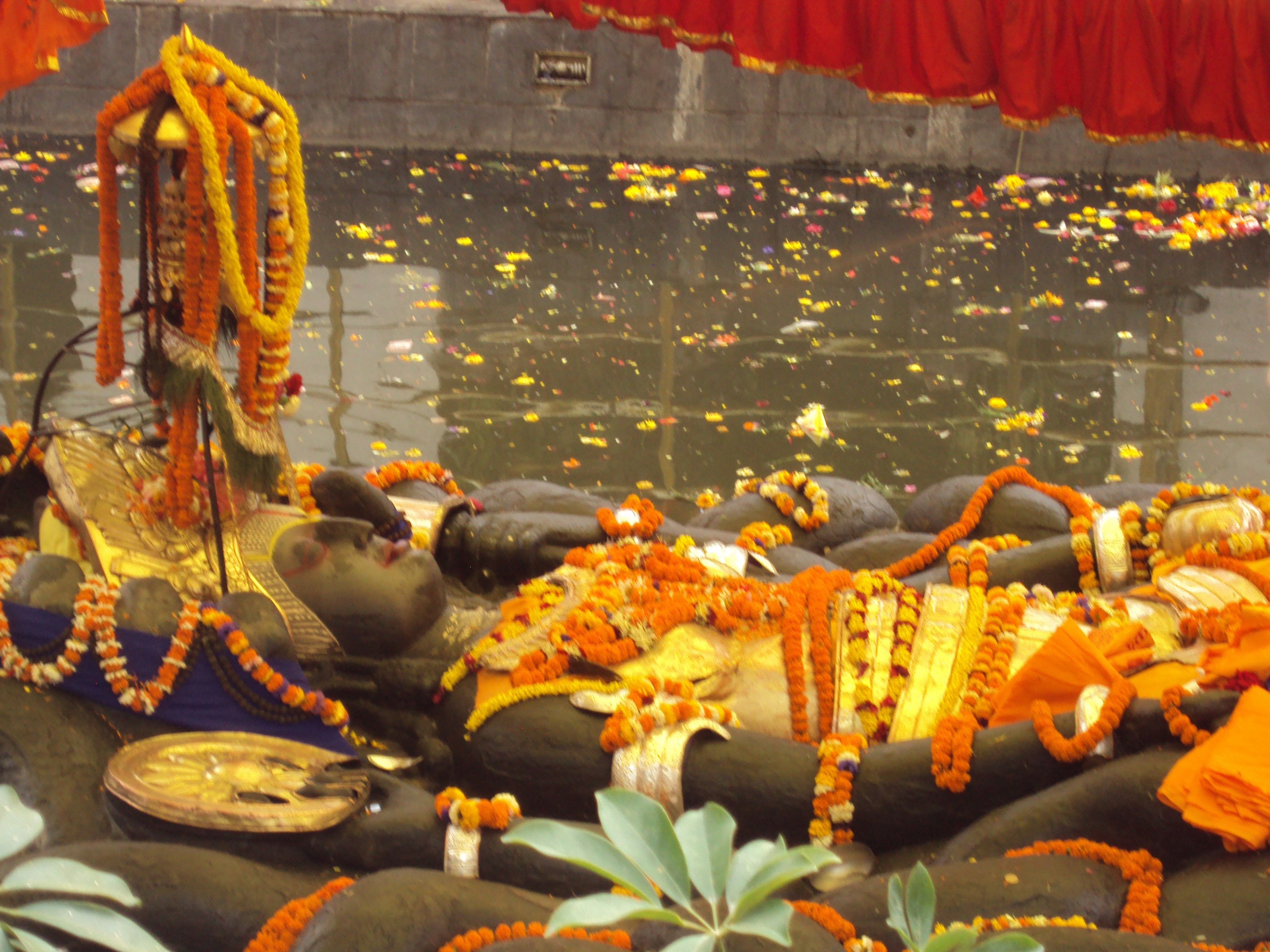

## Местонахождение
Храм Буданилкантха расположен в северной части деревни. К нему каждые 5—10 минут прибывают автобусы с паломниками из Катманду (время в пути — около часа). Рядом расположены другие религиозные постройки: место проведения ягьи (Yagya Koti Bhawan, 27°46′41″ с. ш. 85°21′44″ в. д.), храм Лакшми (27°46′41″ с. ш. 85°21′44″ в. д.) и храм Ганеши (27°46′42″ с. ш. 85°21′44″ в. д.). Деревня является популярной точкой маршрута любителей треккинга в Непале.